# ایوان دجوروف
ایوان دجوروف (بلغاری: Иван Велков Джорев؛ زادهٔ ۱۷ مهٔ ۱۹۷۶) کشتی‌گیر اهل بلغارستان است.